# Renato Bodini
Renato Bodini (ur. 6 października 1909 w Cremonie; zm. 23 sierpnia 1974 w Rzymie) – włoski piłkarz, grający na pozycji obrońcy, trener piłkarski.

## Kariera piłkarska
W 1927 rozpoczął karierę piłkarską w drużynie Cremonese. Od 1930 do 1935 bronił barw Romy. Następnie występował w klubach Sampierdarenese, Milan, Liguria, Savona i Lucchese. W sezonie 1942/43 zakończył karierę piłkarza w Cremonese.

## Kariera trenerska
Jeszcze będąc piłkarzem łączył funkcje trenerskie w Lucchese. Potem do 1959 prowadził kluby Cremonese, Piacenza, Mantova, ponownie Cremonese, Acireale, Roma (asystent), Bolzano, Siena, Rapallo, Bondenese i Reggina. Również stał na czele wojskowej reprezentacji Włoch.

## Sukcesy i odznaczenia

### Sukcesy piłkarskie
Roma
- wicemistrz Włoch (1x): 1930/31
- 3.miejsce mistrzostw Włoch (1x): 1931/32